# Discovery en Español
Discovery Channel en Español es un canal de televisión por suscripción en español para la comunidad hispana de Estados Unidos, pero pueden acceder vía satélite, todos los países de habla hispana.
Discovery en Español es la versión en español de Discovery Channel. Es un canal enfocado en programación sobre ciencia, tecnología, culturas del mundo, historia, naturaleza y dramas de la vida real.
A febrero de 2015, aproximadamente 6,4 millones de hogares estadounidenses (5.6% de los hogares con televisión) reciben Discovery en Español.

## Programación
La programación de Discovery en Español es de 24 horas, y contiene documentales de ciencia y entretenimiento.

### Series más destacadas
- Top Gear
- Mythbusters
- Rides
- A prueba de todo
- Survivorman
- ¿Cómo lo hacen?
- Dentro de la fábrica
- Así se hace
- Misterios revelados
- Matar o morir
- Sobreviví
- Discovery en la escuela
- Maestros de combate
- 48 Horas: Investigación criminal
- Índice de maldad
- La era del videogame
- American Chopper
- Discovery Atlas
- Historias de ultratumba
- Historias de ovnis
- Los archivos del FBI
- Los milagros de Jesús
- El futuro, ahora
- Mes de la hispanidad
- Objetivo: el norte
- Pesca mortal
- Pioneros
- Sobre ruedas[cita requerida]
- Terrorismo
- The Amazing Race en Discovery Channel
- Todo lo que debes saber
- Trabajo sucio
- Youth Aids con Ashley Judd
- Megaconstrucciones
- Monstruos de río
- Desaparecidos
- Las verdaderas mujeres asesinas
- Parejas peligrosas
- Infiltrados
- Desafío x 2 / Dúo de supervivientes
- Parásitos asesinos
- Pareja salvaje
- El verdadero NCIS
- Mundos perdidos con Les Stroud
- Dra. G: Médica forense
- ¡No te lo pongas!
- Samantha Brown de fin de semana
- Pasaporte a Europa con Samantha Brown
- Hombres de madera
- Misión suicida
- Monstruos Matemáticos
- Secretos de la caja negra
- Crudo y sin censura
- Ciencia viva
- Rituales de muerte
- Fugas extraordinarias
- Raro, real e insólito
- Acumuladores
- Dynamo: Magia imposible
- Mexicánicos

Programas como Mes de la hispanidad o Pioneros están dirigidos especialmente a la comunidad latina, informando de los éxitos de los hispanos en Estados Unidos.